# Михаил Нестеров
Михаил Васиљевич Нестеров (рус. Михаи́л Васи́льевич Не́стеров; 31. мај 1862 – 18. октобар 1942) био је руски и совјетски сликар; повезан са уметничким покретима Передвижници и Мир Искуства. Нестеров је био један од првих експонента симболизма у Русији.

## Биографија
Рођен је у изразито патријархалној трговачкој породици. Његов отац је био занатлија али је увек имао велико интересовање за историју и књижевност. Као резултат тога, био је наклоњен жељи сина да буде уметник, али је инсистирао да прво стекне практичне вештине и 1874. је послат у Москву где се уписао на Воскресенску реалну школу.
Године 1877. саветници су му предложили да пређе у Московску школу за сликарство, вајарство и архитектуру, где је учио код Павла Сорокина, Илариона Пјанишњикова и Василија Перова, који му је био омиљени учитељ. Године 1879. почиње да учествује на школским изложбама. Две године касније, уписао је Империјалну академију ликовних уметности, где је радио са Павелом Чистјаковом. Био је разочаран тамошњом наставом и вратио се у Москву, да би затекао Перова на самрти, па је узео лекције од Алексеја Саврасова.
Након кратког боравка у Уфи, где је упознао своју будућу супругу Марију, вратио се у Москву и учио код Владимира Маковског. Стварајући серију историјских слика, издржавао се радећи илустрације за часописе и књиге које је издавао Алексеј Ступин, укључујући збирку бајки Пушкина. Године 1885. добио је титулу „Слободни уметник“ и оженио се, противно жељи родитеља. Следеће године, његова жена је умрла након што му је родила ћерку Олгу. Неколико дела из овог периода садржи лик његове жене.
Први велики успех постигао је са сликом „Пустињак“ која је приказана на седамнаестој изложби Передвижникија 1889. Купио га је Павел Третјаков и новац је омогућио Нестерову да оде на продужено путовање у Аустрију, Немачку, Француску и Италију. По повратку, његова слика „Виђење младићу Вартоломеју“, прва у низу дела о животу Светог Сергија, приказана је на осамнаестој изложби Передвижника и још једном ју је откупио Третјаков. Ова тема ће на крају обухватати петнаест уља платна на платну великих димензија и окупирати га педесет година.

### Религијска уметност
Године 1890. Адријан Прахов, који је надгледао рад у Саборној цркви Светог Владимира, упознао се са Нестеровљевим сликама и позвао га да учествује у стварању мурала и икона тамо. После извесног оклевања, пристао је, а затим је отпутовао у Рим и Истанбул да би се упознао са византијском уметношћу. За реализацију овог пројекта било би потребно двадесет две године. 
Упркос томе, преузимао је и друге поруџбине на верске теме. Године 1898, велики кнез Ђорђе Александрович га је замолио да ради у цркви Александра Невског у Абастуманију. Тамо је провео шест година, непрекидно, стварајући 50 малих мурала и иконостас, али је остао незадовољан резултатима. Очигледно је био много више задовољан каснијим радом у Марфо-Маријинском манастиру. Одбио је да ради на Саборној цркви Александра Невског у Варшави, јер није одобравао изградњу православне саборне цркве у претежно католичком граду.
Године 1901. желео је да продуби своје духовно уважавање монашког живота па је провео неко време у Соловецком манастиру на обали Белог мора. Тамо је насликао бројна дела и утицај његове посете могао се видети на његовим платнима дуги низ година касније. Такође су га инспирисали романи Павла Ивановича Мелникова који се баве животом старовераца у Поволжју . Године 1902. оженио се Екатерином Васиљевом, коју је упознао на својим изложбама.

### Касније године
Године 1905. након што је почела Револуција, придружио се Унији руског народа, екстремно десничарској националистичкој партији која је подржавала цара. Као резултат тога, био је у опасности након Октобарске револуције. Године 1918. прелази у Армавир, где се разболео и није могао да ради. Вратио се у Москву 1920. године и био приморан да одустане од религиозног сликарства, иако је наставио приватно да ради на својој серији Светог Сергија. Од тада до смрти сликао је углавном портрете; посебно Ивана Иљина, Иван Павлова, Ота Шмита, Сергеја Јудина, Алексеја Шчусева и Вере Мухине.
Пред крај Велике чистке 1938. године његов зет Владимир Шротер, истакнути адвокат, оптужен је да је шпијун и стрељан. Његова ћерка је послата у заробљенички логор у Жамбилу, где је брутално испитивана пре пуштања на слободу. Нестеров је такође ухапшен и држан две недеље у затвору Бутирка.
Године 1941. добио је Стаљинову награду за портрет и убрзо након тога добио је орден Црвене заставе рада . Како је рат одмицао, његово здравствено и материјално стање се нагло погоршавало. Имао је мождани удар док је радио на својој слици Јесен на селу и преминуо је у боткинској болници.
Његови недовршени мемоари, које је започео 1926. године, објављени су касније те године под насловом „Прошли дани“. Године 1962. приказан је на поштанској марки. Године 1996. његов лик се појавио на новчаници од 50 уралских франака, а 2015. године откривен му је споменик у Музеју уметности Башкир Нестеров у Уфи.

## Галерија
- Света Рус, 1901–06
- Узимајући вео, 1897–98
- Љубавни напитак, 1888
- Визија младом Бартоломеу, 1889-1890
- Иза Волге, 1905
- Филозофи, 1917 (Павел Флоренски и Сергеј Булгаков)
- Толстој, 1906 (Лав Толстој)
- Три старца са лисицом, 1914